# Stawce
Stawce – wieś w Polsce położona w województwie lubelskim, w powiecie janowskim, w gminie Batorz.
| SIMC    | Nazwa        | Rodzaj    |
| ------- | ------------ | --------- |
| 0788005 | Górka-Koniec | część wsi |

## Krótki opis
Wieś szlachecka  położona była w drugiej połowie XVI wieku w powiecie urzędowskim województwa lubelskiego. W latach 1975–1998 miejscowość administracyjnie należała do województwa tarnobrzeskiego. W miejscowości znajduje się kaplica pod wezwaniem Dobrego Pasterza, przynależąca do Parafii Najświętszego Serca Pana Jerusalem w Aleksandrówce, do której też należy wieś.
Miejscowość jest sołectwem, zajmuje obszar 433 ha. Według Narodowego Spisu Powszechnego (III 2011 r.) liczyła 235 mieszkańców i była szóstą co do wielkości miejscowością gminy Batorz. Od 1947 r. działa OSP Stawce. Remizę zbudowano w 1983 r. Odbudowano w 2012 r., OSP posiada samochód bojowy Żuk.

## Historia
Od chwili pierwszej wzmianki w 1417 r. wieś pozostawała w rękach drobnej szlachty. Pierwszym znanym jej dziedzicem był Marcin ze Stawiec. Przed 1509 r. miejscowość zasiliła rozległe dobra kraśnickie Tęczyńskich. Pod koniec XVI w. nabyli ją Drzewiccy, podobnie jak Studzianki i Wolę Studziańską. W 1626 r. areał uprawny liczył około 16 łanów.
W okresie wojny północnej (1700-1721) wojska saskie zarekwirowały chłopom woły i konie. Do podniesienia wsi z upadku przyczynił się jej dzierżawca Mikołaj Modryński, który wybudował nowe zabudowania dworskie (zarówno dworek, jak i budynki gospodarcze), również studnię, karczmę, urządził sady i ogrody, pomógł też chłopom.

Od Drzewickich Stawce przejęli Sołtykowie, a następnie Suchodolscy, którzy w 1794 roku sprzedali wieś Aleksandrowi Zamojskiemu. W ten sposób miejscowość weszła w skład ordynacji (klucz batorski).
Według inwentarza z 1795 r. była dobrze zagospodarowana. Były tutaj zabudowania folwarczne z oficynami mieszkalnymi, karczma z browarem, młyn ze stawem oraz sad, a w nim kaplica zbudowana jeszcze przez Suchodolskich, którzy byli kalwinami. W 1797 r. burza gradowa wyrządziła znaczne szkody. W latach trzydziestych XIX w. Stawce przeszły do klucza i gminy turobińskiej (później była to gmina Zakrzew w powiecie krasnostawskim).
Podczas powstania styczniowego miała miejsce potyczka z oddziałami rosyjskimi (25 stycznia 1864 r.). W 1915 r. toczyły się tutaj zacięte walki austriacko-rosyjskie.
W 1921 r. wieś liczyła 81 domów i 530 mieszkańców. W czasie dwudziestolecia międzywojennego powstała szkoła podstawowa. Ówczesny dzierżawca majątku, Bronisław Kamiński udostępnił na szkołę budynki dworskie.
W okresie międzywojennym działało Koło Młodzieży Wiejskiej. Podczas II wojny światowej wieś stanowiła silny ośrodek partyzantki BCh. W latach 1955–1968 Stawce awansowały na siedzibę gromady. W 1969 r. wieś wcielono do gromady Batorz. W 1997 r. zbudowano kościół dojazdowy. W 1962 roku nastąpiła elektryfikacja, a w 1998 r. telefonizacja.